# Blosyropus dentatus
Blosyropus dentatus är en skalbaggsart som beskrevs av Charles Adolphe Albert Fauvel 1906. Blosyropus dentatus ingår i släktet Blosyropus och familjen långhorningar. Inga underarter finns listade i Catalogue of Life.